# Bezodná ľadnica
Bezodná ľadnica (węg. Feneketlen barlanggal; pol. Bezdenna Lodownia) – jaskinia krasowa w Krasie Słowacko-Węgierskim na Słowacji. Głębokość jaskini wynosi 68 m. Obok jaskini Silická ľadnica jest drugą z jaskiń lodowych na terenie Krasu Słowackiego.

## Położenie
Jaskinia znajduje się na Płaskowyżu Silickim (słow. Silická planina), ok. 1,2 km na południe od wsi Silická Brezová. Otwór wejściowy leży na wysokości 455 m n.p.m. w południowo-zachodnim, gęsto zalesionym zboczu wzgórza Dlhé bralo (487 m n.p.m.).

## Geneza – morfologia
Bezdenna Lodownia jest generalnie jaskinią typu szczelinowo-zwaliskowego, natomiast jej najniższe partie są w dalszym ciągu rzeźbione przez aktywny tok wodny. Część wejściową tworzy potężna studnia („przepaść” – słow. priepasť), odchylona od pionu ku zachodowi. Dzięki temu jedna strona otworu wejściowego jest przewieszona, a wielkość swobodnego spadu sięga 45 m. Na dnie studni utrzymuje się przez cały rok lód podłogowy, którego ilość w poszczególnych latach podlega jednak znacznym wahaniom. Z dna studni przekopany w 1949 r. przez Jána Majko ciasny korytarz prowadzi do niewielkiej komory z jeziorkiem, a stamtąd dalej do większej sali z piękną szatą naciekową, przez którą przepływa podziemny potok. Jego tok w obszarze jaskini udało się dotychczas zbadać jedynie na odcinku niespełna 70 m. Bezdenna Lodownia jest częścią systemu jaskiniowego, którym płynie podziemny ciek wodny z jaskini Milada, uchodzący na powierzchnię w Keczowskim Wywierzysku (słow. Kečovská vyvieračka).

## Znaczenie turystyczne
Jaskinia nie jest udostępniona do zwiedzania turystycznego.